# Holendrechtplein

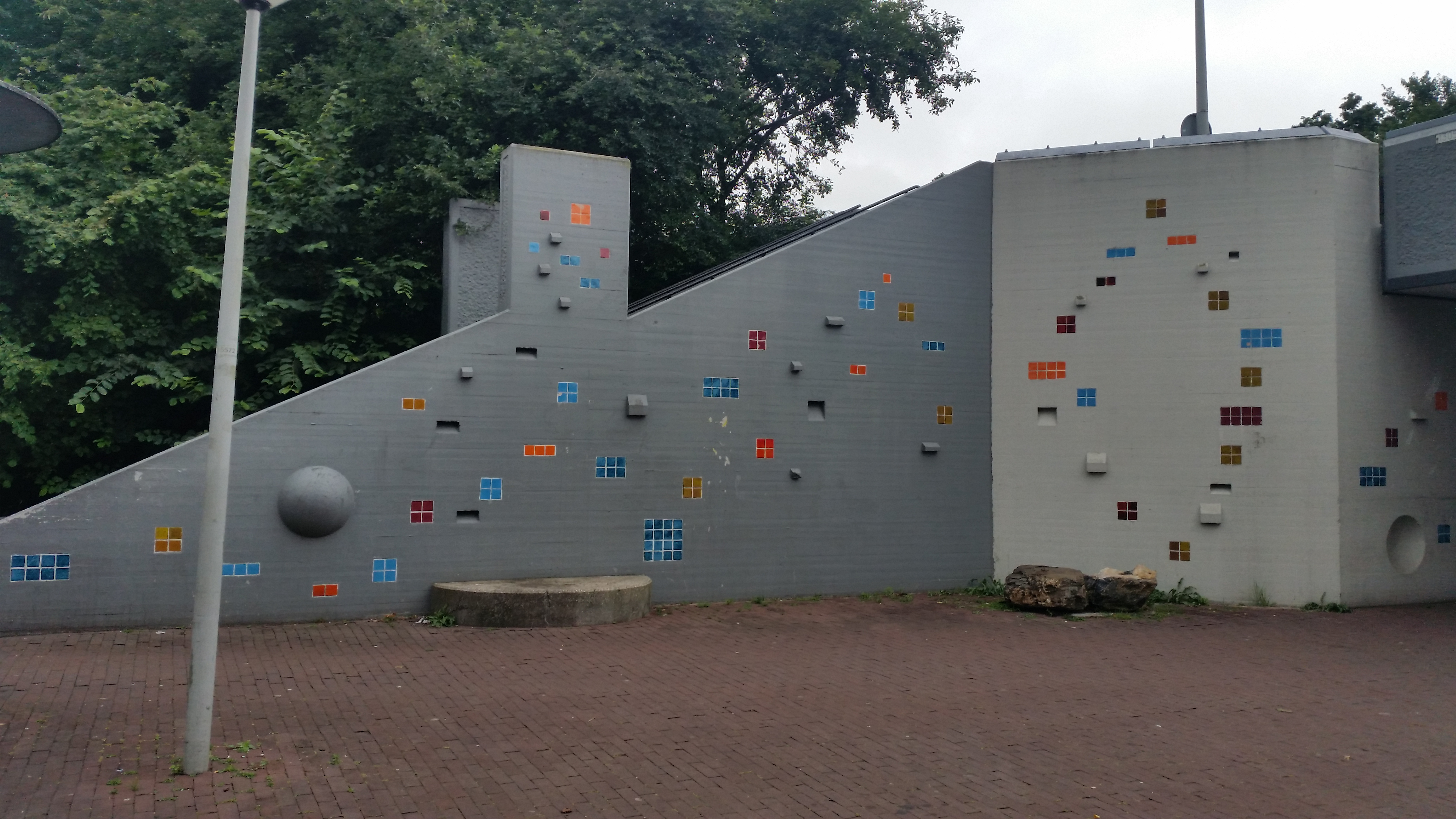
Kunstwerk van Josef Ongenae (juli 2019)

Het Holendrechtplein is het centrale plein in de wijk Holendrecht in de Amsterdamse wijk Zuidoost.

## Geschiedenis en ligging
Het plein kreeg op 25 juni 1975 per raadsbesluit haar naam, een vernoeming naar het riviertje de Holendrecht net als de naam van de wijk. In de omgeving zijn meerdere straten etc. naar rivieren vernoemd. De Holendrechtdreef, Amsterdamse stadroute S112, deelt het plein en het daaraan gevestigde winkelcentrum in tweeën. De twee delen zijn verbonden door de onderdoorgang Holendrechtpleinbrug (vernoemd naar het plein) gelegen in de dreef en waaronder het Abcouderpad loopt. De gehele buurt kent gescheiden infrastructuur voor snel en langzaam verkeer. Amsterdam kent ook een Holendrechtstraat, die in de Rivierenbuurt, Amsterdam-Zuid ligt, ook al vernoemd naar het riviertje, maar dan al in 1922.
Het Station Holendrecht bevindt zich 300 meter ten zuidwesten van het plein.

## Gebouwen
Het genoemde winkelcentrum staat grotendeels ten noorden van de doorsnijding; de ontwerper van de brug, Dirk Sterenberg van de Dienst der Publieke Werken kreeg ook de opdracht in die overspanning winkeleenheden te bouwen. Het winkelcentrum, bestaande uit laagbouw, werd in 1976 geopend en werd in 2013-'14 opnieuw ingericht en uitgebreid. Het Stadsdeel Zuidoost knapte de openbare ruimten op. Aan de zuidkant staat de Openbare Basis School Holendrecht en ook de Lotusschool die in 2020 haar deuren sluit, mede door het teruglopende aantal ingeschreven leerlingen. Ook is daar het buurthuis. Aangezien het plein nog relatief "jong" is zijn er geen gemeentelijke of rijksmonumenten.

## Kunst in openbare ruimte
Op het Holendrechtplein is in 2013 het Wapen van Holendrecht (Hub Holendrecht) aangelegd, een straattegelkunstwerk van Arno Coenen. De genoemde brug is opgefleurd met kunstwerken van Sterenberg zelf, maar ook van Josef Ongenae. Aan het plein is ook zichtbaar Monument Holendrecht van Maria Glandorf. Behorend bij De Holendrechtschool, richting Meibergpad werd in 2021 de muurschildering Schoolreis van Munir de Vries gezet.